# Phia Saban
Sophia Alison M. Boreham Saban

Sophia Alison M. "Phia" Boreham Saban (née le 19 septembre 1998) est une actrice anglaise. Elle est connue pour ses rôles dans la cinquième saison du drame médiéval Netflix The Last Kingdom (2022) et la série fantastique HBO House of the Dragon (2022–),.

## Biographie
Elle est née à Hackney, dans l'est de Londres, de Mark Saban et Penelope "Penny" Boreham.
La famille a déménagé à Oxford lorsqu'elle avait cinq ou six ans, où elle et son frère cadet Gabriel ont fréquenté le collège d'Overbroeck's. Elle a ensuite suivi une formation à la Guildhall School of Music and Drama, dont elle est sortie diplômée en 2020.

## Carrière
Elle a fait ses débuts à la télévision en rejoignant la distribution principale de la série dramatique médiévale The Last Kingdom de Netflix (adaptée du roman du même nom), dans le rôle d’Aelfwynn, pour la cinquième et dernière saison, diffusée en 2022.
Le personnage de Phia n’apparaît pas dans le film The Last Kingdom: Seven Kings Must Die, sorti en 2023 et concluant la série, en raison du format réduit du long-métrage. La scénariste Martha Hillier a déclaré : « C’était déchirant… Mais nous n’avions qu’un espace limité et nous ne pouvions pas inclure tous les personnages. C’est une histoire centrée sur un seul protagoniste. »
Plus tard la même année, Phia a commencé à interpréter la princesse (puis reine) Helaena Targaryen dans la première saison de la série fantastique House of the Dragon produite par HBO, préquelle de Game of Thrones et adaptation du livre Fire and Blood de George R. R. Martin. Sa performance a été saluée par sa partenaire de casting Olivia Cooke.
Elle a ensuite été confirmée au casting de la deuxième saison de House of the Dragon.

## Filmographie
| Année        | Titre               | Rôle              | Remarques                              |
| ------------ | ------------------- | ----------------- | -------------------------------------- |
| 2020         | Christabel          | Belle             | Drame de la BBC Radio 3                |
| 2022         | The Last Kingdom    | Ælfwynn           | Rôle principal (saison 5), 10 épisodes |
| 2022–présent | House of the Dragon | Helaena Targaryen | Rôle principal                         |

| Année     | Titre | Rôle     | Emplacement        |
| --------- | ----- | -------- | ------------------ |
| 2024-2025 | Œdipe | Antigone | Théâtre de Wyndham |